# Anatáz
Az anatáz (titán-oxid) (oktaedritnek is nevezik) tetragonális kristályrendszerű, az oxidok kvarcváltozatai ásványcsoportjának tagja. Apró kristályai dipiramisosak, rombos és torzult táblás formában is megtalálhatóak. Fontos titánérc és festékalapanyag. Kifejlett példányait ékszerek készítésére is használják.

## Kémiai és fizikai tulajdonságai
- Képlete: TiO2.
- Szimmetriája: a tetragonális kristályrendszerben több szimmetriája létezik.
- Sűrűsége: 3,82-3,97 g/cm³.
- Keménysége: 5,5-6,0  (a Mohs-féle keménységi skála szerint).
- Hasadása: jól hasítható, de nagyon rideg, könnyen törik.
- Törése: fél-kagylósan törik.
- Színe: a beépülő szennyezéstől függően áttetszően kék, kékesszürke, de sárga, zöld, piros, barnás vagy fekete kristályokban is előfordul.
- Fénye: fémes vagy gyémántfényű.
- Átlátszósága:  áttetsző, ritkábban átlátszó.
- Pora:  színtelen.
- Elméleti titán tartalma:  60,0%.
- Különleges tulajdonsága: savakban oldhatatlan.

## Elnevezése
A görög kiterjedés (=anataszisz) szóból ered, mely a kristály termetére utal. 1801-ben René Just Haüy francia geológus végezte el kristálytani besorolását.

## Keletkezése
Metamorf kőzetalkotóként főként palákban és gneiszben képződik. Járulékosan magmás kőzetekben, így dioritban és gránitban is előfordul. Másodlagosan torlatokban is előfordul, amikor mállás és vízi szállítás útján áthalmozódik.
Hasonló ásványok: brookit és szfén.

## Előfordulásai.
Szlovákiában Selmecbánya területén apró jácintpiros kristályok találhatók. Ausztriában az Alpokban Salzburg környékén és Tirolban. Németországban Türingia és Bajorország területén több helyen előfordul. Csehországban Kutna Hora bányáiban Svájcban Wallis környékén, Binnental és Cornerathal területén. Norvégia egyes vidékein. Oroszország területén az Ural-hegységben. Madagaszkár szigetén. Az Amerikai Egyesült Államok Colorado szövetségi államokban kék színű példányokban fordul elő. Brazíliában Minas Geraisban bányáiban feltűnően nagy kristályokban található.

## Előfordulásai Magyarországon
A hazai bauxit-előfordulásokban gyakran megtalálható apró kristályokban. Heves vármegye területén Cserépváralja községben patakhordalék torlatában járulékos ásványként rutil, berill, muszkovit és apatit társaságában mutatták ki.

## Kísérő ásványok
Epidot, rutil, kvarc hegyikristály megjelenésben, adulár és szfén.

## Külső források
- Bognár László: Ásványhatározó. Gondolat Kiadó. 1987.
- Koch Sándor: Magyarország ásványai. Akadémiai Kiadó. 1985.
- J.Arem: Rock and Minerals. Toronto. 1974
- Walter Schumann: Minerals of the World. Sterling Publishing Co. Inc: New York. 1998.